# Indigofera teixeirae
Indigofera teixeirae är en ärtväxtart som beskrevs av Antonio Rocha da Torre. Indigofera teixeirae ingår i släktet indigosläktet, och familjen ärtväxter. Inga underarter finns listade i Catalogue of Life.